# Bronisław Kozakiewicz
Bronisław Kozakiewicz né le 18 novembre 1858 et mort le 26 avril 1924 à Paris (17e), est un traducteur polonais.

## Biographie
Fils d'un insurgé émigré de 1863, élève de l'école des Batignolles, il traduit en français les œuvres principales d'Henryk Sienkiewicz et également Bolesław Prus, Eliza Orzeszkowa ou Wacław Sieroszewski.
En 1914, il fonde à Paris, avec d'autres compatriotes le Comité de volontaires polonais lequel siège au 10 de la Rue Notre-Dame-de-Lorette, et qui se donne pour action l'enrôlement de jeunes Polonais pour se battre aux côtés de la France (Légion des Bayonnais).
Il meurt chez lui, Place Charles-Fillion, et repose au Cimetière des Champeaux de Montmorency.